# Castillon, Calvados
Castillon är en kommun i departementet Calvados i regionen Normandie i norra Frankrike. Kommunen ligger i kantonen Balleroy som ligger i arrondissementet Bayeux. År 2022 hade Castillon 368 invånare.

## Befolkningsutveckling
Antalet invånare i kommunen Castillon
Referens: INSEE